# Cylindropuntia santamaria
Cylindropuntia santamaria är en kaktusväxtart som först beskrevs av E.M. Baxter, och fick sitt nu gällande namn av Rebman. Cylindropuntia santamaria ingår i släktet Cylindropuntia, och familjen kaktusväxter. Inga underarter finns listade i Catalogue of Life.